# Sematophyllum macrorhynchum
Sematophyllum macrorhynchum är en bladmossart som beskrevs av Mitten 1869. Sematophyllum macrorhynchum ingår i släktet Sematophyllum och familjen Sematophyllaceae. Inga underarter finns listade i Catalogue of Life.